# Bambusa binghamii
Bambusa binghamii är en gräsart som beskrevs av James Sykes Gamble. Bambusa binghamii ingår i släktet Bambusa och familjen gräs. Inga underarter finns listade i Catalogue of Life.